# متحف عبد الرزاق العرب
متحف عبد الرزاق العرب أحد متاحف المنطقة الشرقية في الهفوف، أسسه عبد الرزاق عبد العزيز العرب، يتكون مبنى المتحف من مبنى حديث.

## أجزاء المتحف
يتكون من صالة كبيرة تقدر مساحتها ب 50 متر مربع في فناء السور الخارجي وممر طويل يؤدي إلى أربع قاعات داخل فيلا مقسمه كالاتى: 
- القاعة الأولي باسم غرفه العروس وتحتوي على سرير قديم مصنع من خشب السيسم وكذالك علي دولاب وبداخله جميع المستلزمات النسائية القديمة.

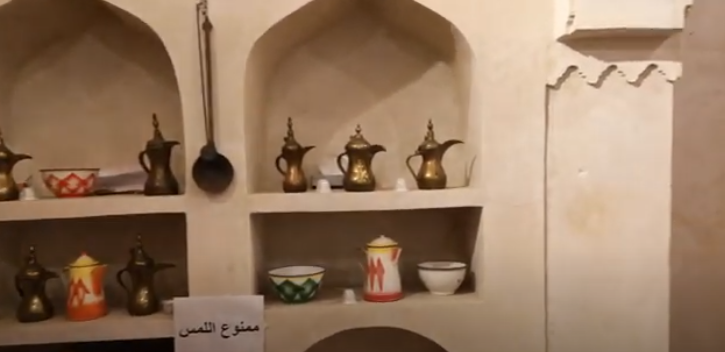
متحف عبد الرزاق العرب

- القاعة الثانية تسمى باسم الدكان ويحتوي على مجموعه كبيرة من العلب.
- القاعة الثالثة قاعه العملات وبها جميع العملات الورقية والمعدنية التي تخص المملكة العربية السعودية وبعض الدول العربية والأجنبية، *القاعة الرابعة تتضمن مجموعه من لعب الأطفال القديمة وهناك ركن خاص بالدراجات الهوائية بجميع احجامها وأيضا هناك قسم يحتوي على أدوات الغوص قديما، ويحتوي المتحف قطعا من الملابس وأواني الطي وأدوات القهوة والمباخر وأدوات الإضاءة والكثير من نوادر الأدوات المدرسية القديمة مثل المناهج والكراسات وأدوات الري والزراعة والأسلحة بأنواعها، وتعرض المقتنيات بشكل منسق حيث استخدم أسلوب العرض على الأرفف وفترينات الألمنيوم والتعليق والسنادات الخشبية، حيث قامت مجموعة من فريق الرحالة للتوثيق التاريخي للمتحف وكان أعجابهم شديد للمتحف من مقتنيات ووجود العديد من الكتب الأثرية كما كان واضح حب منشئ المتحف بتجميع المناهج التعليمية التراثية بل وأكدت الرحالة علي تشجيع رجال الأعمال للبدء في إنشاء متاحف بفكرة حفظ التراث الذي يحكي الماضي وأجداد التاريخ، تم تكريم عبد الرزاق العرب بشهادة شكر للمجهود الرائع في بناء وتأسيس المتحف.[1][2]

## أقسام المتحف
- تاريخ التعليم في المملكة العربية السعودية
- الموروث الشعبي

## أرشفة المناهج
حيث قام بتنفيذ أرشفة إلكترونية للمناهج الدراسية القديمة، وذلك ليتيح لمن لم يتمكن من زيارة متحفه التعرف على الكتب التي كانت تدرس في المدارس السعودية قبل نحو 70 عاماً. حيث تمكن في 2017 بعد 750 ساعة عمل من أرشفة 150 منهجاً وايضا مستلزمات تعليم، وفي الأحتفال باليوم الوطني ال89 سيتم توفير هذة المناهج في بي دي اف. لن يكتفي بهذا العدد فقط هناك خطة لأرشفة 500 منهج سعودي لكي يري أبناء السعودية ما كان يتم تدريسة فديماً.
لم يقتصر الارشفة علي المناهج التعليمية فقط بل ايضاً الكتب هناك كتاب سلم القراءة العربية من تأليف الكاتب أحمد السباعي، وكتاب تسهيل الهجاء للكاتب عمر عبد الجبار، وسلسلة كتب “بعد ما شاب” وهي كانت سلسلة كتب لتعليم الكبار.

## الموقع
يقع المتحف في حي الشهابية ويبعد عن جامعة الملك فيصل بالهفوف 4.5 كم.